# Aphthona occitana
Aphthona occitana é uma espécie de insetos coleópteros polífagos pertencente à família Chrysomelidae.
A autoridade científica da espécie é Doguet, tendo sido descrita no ano de 1988.
Trata-se de uma espécie presente no território português.